# Crediteur
Een crediteur is een leverancier, dat is een persoon of bedrijf, aan wie moet worden betaald voor het leveren van een goed of een dienst.
Een crediteur staat aan de rechterkant, ofwel aan de creditzijde van een balans. De boekhouder gaat ervan uit dat de leverancier betaald gaat worden, en dat het bedrag dus een schuld (passief) is.
In engere zin verwijst de term naar een leverancier die nog niet is betaald, maar in principe zijn ook de betaalde leveranciers crediteur. 
In een groot bedrijf worden crediteuren op een speciaal deel van de financiële administratie behandeld, de zogenaamde crediteurenadministratie.
Als de factuur van een crediteur niet betaald wordt binnen de termijn die daarvoor staat, kan een crediteur de betaling gaan opeisen. Dan wordt de crediteur een schuldeiser.

## Duits recht
In Duitsland vormt het verlenen van uitstel van betaling een risico voor de crediteur. Als de rekening uiteindelijk toch betaald wordt, en de debiteur vervolgens failliet gaat, kan dit als paulianeus handelen worden gezien. De curator van het failliete bedrijf kan dan eisen dat dit bedrag door de crediteur wordt terugbetaald, en dit kan tot tien jaar terug. Veel Nederlandse ondernemers die zaken doen in Duitsland zijn hier niet mee bekend.